# منتخب البرتغال للكريكت
منتخب البرتغال الوطني للكريكت هو ممثل البرتغال الرسمي في المنافسات الدولية في الكريكت .